# Boia (condiment)

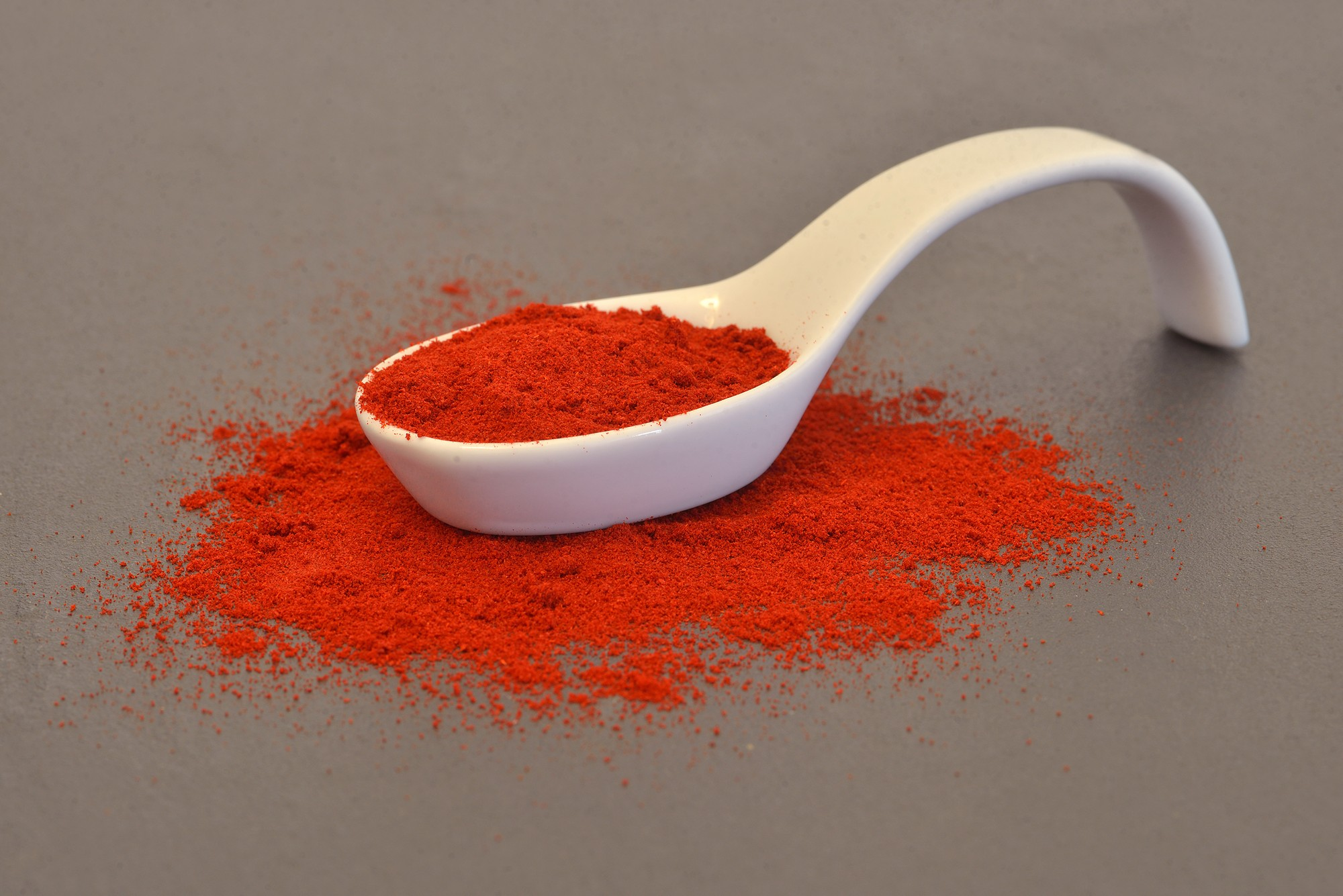
Un bol de pimentón spaniol

 Boia sau paprică este un condiment de culoare roșie, obținut din pisarea ardeiului roșu uscat. Există sortimente de boia iute sau dulce în funcție de ardeiul din care s-a produs. Aceasta este folosită în multe rețete de bucătărie pentru a adăuga culoare și gust preparatelor. Boiaua este ferm asociată cu Ungaria și Spania deoarece ele au fost primele țări care au răspândit condimentul pe întregul glob. Utilizarea plantei s-a răspândit din Spania până în Africa și Asia, iar mai apoi în Europa Centrală prin Balcani, deoarece aceasta era sub stăpânire otomană.

## Istorie și etimologie
Planta în sine din care se produce boiaua este originară din lumea nouă și a fost cultivată de turci din anul 1569  la Buda (astăzi parte a Budapestei).
Cuvântul românesc „boia” provine din turcescul boya, care înseamnă „vopsea”. Termenul a căpătat probabil înțelesul de „condiment din ardei” din cauza culorii caracteristice, însă este întrebuințat și cu înțelesul de „vopsea” sau „fard” în unele regiuni ale României. 
În Ardeal, condimentul este cunoscut sub numele de „paprică”.  În alte limbi se întâlnește denumirea de paprika, de origine slavă /sârbească/ care provine de la "pepr", din italianul peperone și este identic cu cuvântul latin "piper", de la care prin formarea diminutivului slav "peperke", "piperka" a devenit paprica/paprika. Cel mai probabil este vorba de o formă diminutivală a sârbo-croatului papar (piper), preluată în limba maghiară. Altă explicație este că provine dintr-un termen slav care se referea la soiul de ardei folosit la fabricarea de boia. Termenul de paprika s-a răspândit apoi în multe limbi, în special prin intermediul germanei.

## Nutriție
Ardeii folosiți pentru preparea boielei au o cantitate neobișnuită de Vitamina C, fapt descoperit în 1932 de câștigătorul ungur al Premiului Nobel pentru Medicină din 1937, Albert Szent-Györgyi. Majoritatea conținutului de vitamină C se reține în boia, având mai multă decât sucul de lămâie. Boiaua este de asemenea, bogată în antioxidanți. Culoarea acesteia este determinată de zeaxantină carotenoidă xantofilă.